# إسطركن أصفر
إسطركن أصفر (الاسم العلمي:Strychnos xantha) هو نوع من النباتات يتبع جنس الإسطركن من الفصيلة اللوغانية.